# 溧阳市中医医院
溧阳市中医医院，是中国江苏省的一所医院，为二级甲等医院，位于溧阳市溧城镇西后街。

## 规模
溧阳市中医医院总床位175张，日门诊量451人次。